# Chungkingosaurus
Chungkingosaurus war eine Dinosauriergattung aus der Gruppe der Stegosauria. Es war einer der kleinsten und urtümlichsten Vertreter dieser Gruppe.

## Merkmale
Chungkingosaurus erreichte eine geschätzte Länge von 3 bis 4 Metern. Er war wie alle Stegosaurier durch eine Doppelreihe von knöchernen Strukturen (Osteodermen) entlang des Rückens und des Schwanzes charakterisiert, deren Funktion (Thermoregulation, Balzverhalten, Feindabwehr oder eine Kombination dieser Aufgaben) nicht endgültig geklärt ist. Die Osteodermen über dem Nacken und Rumpf waren groß, dünn und plattenförmig, wurden jedoch Richtung Schwanz graduell durch Stacheln abgelöst. An der Schwanzspitze waren vier Paar langer, spitzer Stacheln. Die hohe Schnauze und die vergleichsweise langen Vorderbeine sind ebenso wie Details im Bau des Beckens und der Oberschenkel Anzeichen für die urtümliche Stellung dieses Stegosauriers. Wie alle Vertreter dieser Gruppe hatte Chungkingosaurus kleine, an pflanzliche Nahrung angepasste Zähne.

## Entdeckung und Benennung
Fossilien von Chungkingosaurus wurde in der Shaximiao-Formation in der chinesischen Provinz Sichuan entdeckt und 1983 von Dong, Zhou und Zhang wissenschaftlich beschrieben. Der Name leitet sich ab von der Stadt Chungking (Chongqing), damals Hauptstadt Sichuans. Es werden mehrere teilweise erhaltene Skelette, einschließlich Teilen des Schädels gefunden. Sie werden in den Oberen Jura (Oxfordium) und auf ein Alter von ca. 163 bis 157 Millionen Jahre datiert.

## Systematik
Chungkingosaurus lässt einige Parallelen zum urtümlichen Stegosaurier Huayangosaurus, der in der gleichen Region gefunden wurde, erkennen. Er gilt zusammen mit Dacentrurus als einer der basalen Vertreter der Stegosauridae, denen die höher entwickelten Stegosaurinae gegenüberstehen (siehe Systematik der Stegosauria).